# Brisgau

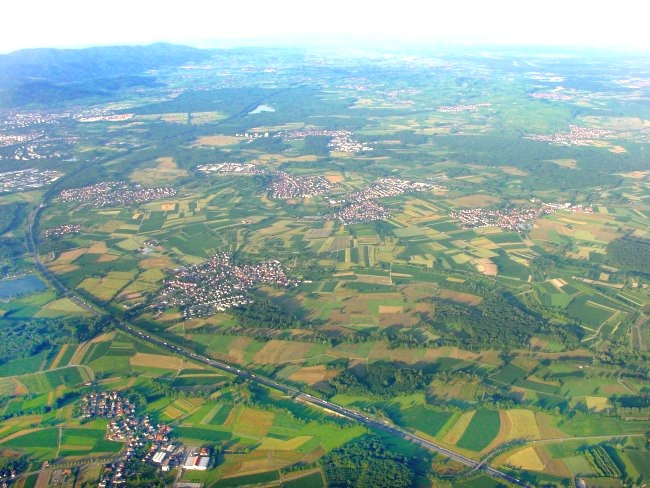
Le Brisgau.

Le Brisgau (en allemand : Breisgau) est une région naturelle et historique d'Allemagne, située dans le sud-ouest de l'actuel land de Bade-Wurtemberg. Elle est délimitée à l'ouest par le Rhin, à l'est par la Forêt-Noire, au nord par l'Ortenau et au sud par le Markgräflerland. Sa principale ville est Fribourg-en-Brisgau.

## Toponymie
Le terme allemand Gau désigne un « pays » ou, plus exactement, un « comté » de l'empire carolingien. Quant à la première partie du nom, Breis, elle dériverait du celtique Bris* ou du latin brīsare (mot emprunté au gaulois) évoquant la division du Rhin en plusieurs bras, caractéristique de cette région.

## Histoire
Au Moyen Âge, le Brisgau forma un comté, que les ducs de Zähringen gouvernèrent à partir du XIe siècle. En 1218, une partie passa aux margraves de Bade, et l'autre aux comtes de Kybourg. Le tout fut réuni, au XIVe siècle, entre les mains des archiducs d'Autriche, constituant ainsi une partie de l’Autriche antérieure.
 Le landgraviat de Brisgau (en allemand : Landgrafschaft Breisgau) était un landgraviat du Saint-Empire romain germanique. Son territoire recouvrait les possessions de la maison de Habsbourg en Brisgau. Il relevait de l'Autriche antérieure et du cercle impérial d'Autriche. Sa capitale était Fribourg (Freiburg).
En 1802, le Fricktal, situé sur la gauche du Rhin et comprenant les districts de Laufenburg et Rheinfelden, est cédé à la République helvétique pour devenir l'éphémère Canton de Fricktal, qui, l’année suivante, sera définitivement intégré au canton d'Argovie.
Par le Traité de Presbourg, en 1805, le Brisgau passe au Grand-duché de Bade.
De nos jours, un arrondissement du Bade-Wurtemberg se nomme Brisgau-Haute-Forêt-Noire. La ville de Fribourg est une « kreisfreie Stadt ».